# 南倫敦
南倫敦（英語：South London）是指英國英格蘭倫敦的南部地區，按照英國的官方定義，南倫敦包括了貝克斯利、布倫來、克羅伊登、格林威治、泰晤士河畔京斯頓、蘭貝斯、路厄斯罕、默頓、里奇蒙、南華克、索頓和旺茲沃思。

## 外部連結
- Time Out editors. . Time Out London. 1 May 2009  [2015-01-20]. （原始内容存档于2012-10-16）.
- Alan Rutter and Peter Watts. . Time Out London. 13 December 2005  [2015-01-20]. （原始内容存档于2011-06-07）.